# Ukraine Art Aid Center

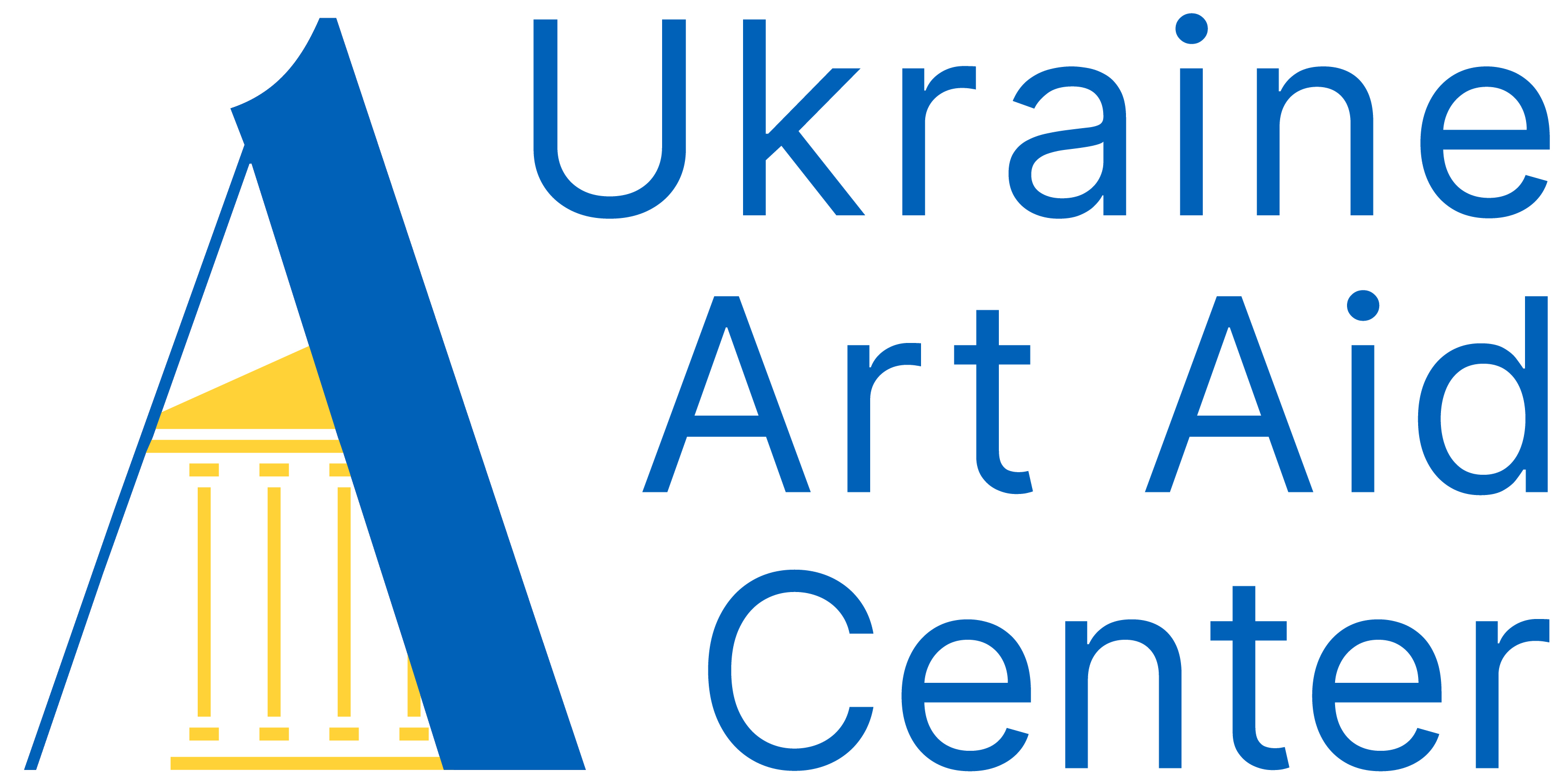
Логотип Ukraine Art Aid Centre (UAAC)

Центр допомоги мистецтву України | Ukraine Art Aid Center (UAAC) — це німецька некомерційна організація, яка займається захистом та збереженням української культурної спадщини. Вона допомагає культурним інституціям зберігати їхні колекції та будівлі, надаючи матеріали та обладнання. UAAC було засновано у березні 2022 року у відповідь на повномасштабне вторгнення Російської Федерації. У березні 2025 року UAAC було зареєстровано як асоціацію (Verein).

## Місія та цілі
UAAC здійснює благодійну діяльність з наступними цілями:
- Екстреній допомозі: забезпеченні музеїв[1][2], бібліотек[3] і архівів[4] необхідними матеріалами та обладнанням для захисту їхніх колекцій і будівель.
- Реставраційних заходах: підтримці термінової консервації та стабілізації пошкоджених об'єктів шляхом фінансування конкретних проєктів в Україні[5].
- Цифровому збереженні: фінансуванні оцифрування колекцій, архівів[6], пам'яток та об'єктів культурної спадщини.

## Заснування, структура та діяльність
UAAC — це мережа фахівців у галузі культури та культурних установ, переважно з Німеччини, Швейцарії, Австрії та України, створена навесні 2022 року для підтримки українських культурних інституцій під час російського вторгнення . Спочатку діяльність організації була зосереджена на задоволенні нагальних потреб на місцях в Україні, таких як забезпечення пакувальними матеріалами, транспортними контейнерами та протипожежним обладнанням, які надавали музеї, галереї та бізнеси. 
Завдяки донорській підтримці, зокрема від Уповноваженої Федерального уряду Німеччини з питань культури та медіа (BKM) у 2022 році та Міністерства закордонних справ Німеччини з 2023 року, UAAC здійснює термінові постачання гуманітарної допомоги до своїх логістичних центрів у Києві та Львові, звідки вона розподіляється по всій Україні.
Крім того, UAAC підтримує локальні проєкти, такі як оцифрування, екстрене збереження, облаштування фондосховищ тощо. Серед донорів UAAC - також приватні фонди, зокрема Фонд мистецтва Ернста фон Сіменса, чия фінансова підтримка у березні 2022 року стала значним внеском у підтримку діяльності UAAC.
З весни 2022 року UAAC регулярно проводить білінгвальні онлайн-зустрічі з українськими колегами, для:
- Обговорення поточної ситуації в Україні.
- Розуміння потреб українських установ.
- Розширення мережі довірчих партнерств.

## Основні партнери UAAC на початковому етапі
- Федеральний інститут культури та історії німців у Східній Європі (Bundesinstitut für Kultur und Geschichte des östlichen Europa), Ольденбург[11].
- Німецько-українське товариство з економіки та науки (Deutsch-Ukrainische Gesellschaft für Wirtschaft und Wissenschaft e.V.), Майнц[12].
- ICOM Німеччини, Швейцарії та Австрії[13].

## Управління та координація діяльності
На початку своєї діяльності, UAAC створив чотирьохчленний керівний комітет, що складався з експертів з академії, мистецької сфери та приватного сектору. У квітні 2022 року було засновано координаційний офіс, яким протягом першого року керувала Олена Балун. У березні 2023 року вона приєдналася до керівної групи UAAC.
12 грудня 2024 року UAAC було офіційно зареєстровано як асоціацію (Verein). До складу правління були обрані: Йоганнес Натан (голова), Кіліан Хек (заступник голови), Христина Ахнер (скарбник), Лукас Аугустін, Клаус Гілльманн, Маттіас Мюллер, Марія Томка.

## Діяльність та вплив

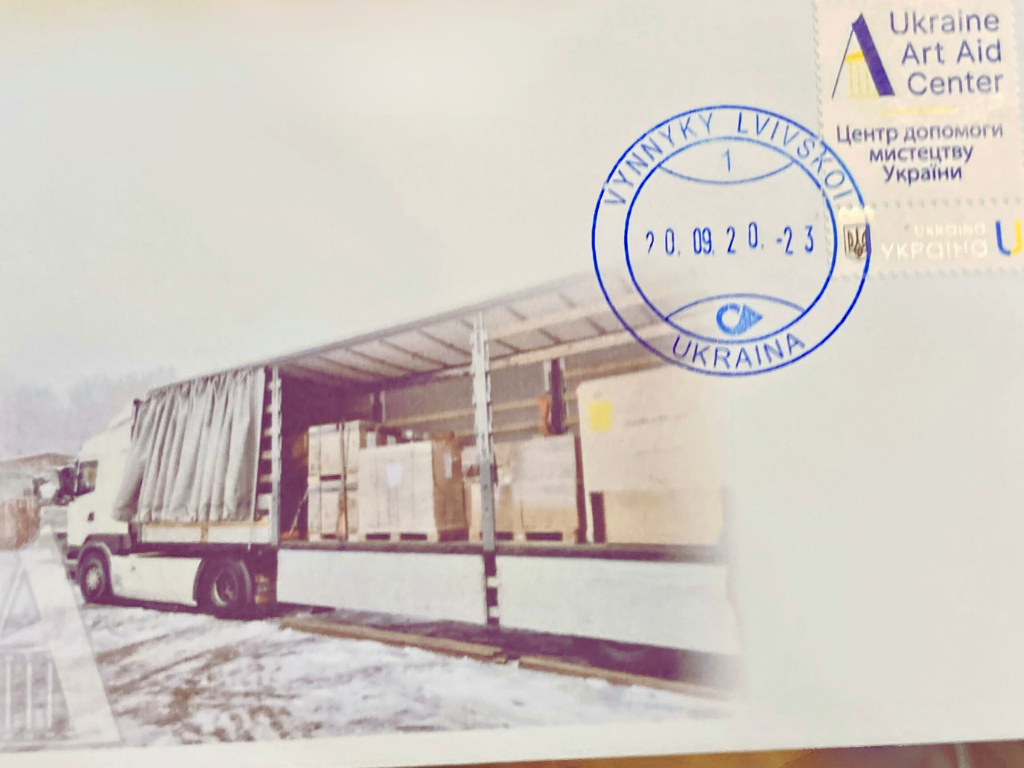
Марка UAAC. Укрпошта

Між березнем 2022 року та груднем 2024 року UAAC відправила понад 100 гуманітарних вантажів загальною вагою приблизно 570 тонн і профінансувала численні проєкти в Україні та Німеччині. Після того, як у жовтні 2022 року російські війська почали цілеспрямовано атакувати інфраструктуру України, UAAC розширила свою діяльність, включивши:
- Екстрений захист пошкоджених об'єктів культури.
- Покращення умов зберігання.
- Оцифрування та архівування.

UAAC також отримала широке висвітлення у ЗМІ та представила свою діяльність на міжнародних заходах, серед яких:
- Ukraine Recovery Conference (URC) 2024, Берлін (11–12 червня, 2024)[17].
- Міжнародна конференція «Towards the Recovery of the Culture Sector of Ukraine»[18][19], Вільнюс (6–7 червня, 2024).
- «Kulturgutschutz im Krieg — Solidarität für die kulturelle Identität der Ukraine»[20], Берлін (23 листопада, 2023).
- Міжнародний симпозіум «Humanity and Humanities»[21], Віденський університет (8 травня, 2023).

У вересні, 2023, роботу UAAC було відзначено випуском спеціальної марки Укрпошти.